# Rocroi
Rocroi (auch Rocroy) ist eine französische Gemeinde mit 2.256 Einwohnern (Stand 1. Januar 2022) im Département Ardennes in der Region Grand Est. Sie gehört zum Arrondissement Charleville-Mézières.

## Geografie
Die Gemeinde Rocroi nahe der Grenze zu Belgien liegt 30 Kilometer nordwestlich von Charleville-Mézières, der Präfektur des Départements Ardennes.
Das über 50 km² große Gemeindegebiet erstreckt sich vom linken Ufer der Maas im Osten bis über die Wasserscheide im Westen, die zum Einzugsgebiet der Seine überleitet. Die Festung Rocroi liegt dabei mit 380 Metern über dem Meer fast auf dem höchsten Punkt des Gemeindegebietes. Nördlich von Rocroi entspringt der Maas-Nebenfluss Eau Noire, südwestlich die Sormonne, die ebenfalls zur Maas entwässert sowie westlich der Oise-Nebenfluss Gland.
Außerhalb der Festungsanlage schließen sich die Ortsteile La Croix de Fer und Hiraumont an, weitere Ortsteile sind Le Cheval Blanc und Le Grand Hangréau im Süden sowie Saint-Nicolas an der Maas im Osten.
Die Gemeinde liegt im 2011 gegründeten Regionalen Naturpark Ardennen.
Nachbargemeinden von Rocroi sind Gué-d’Hossus und Couvin (Belgien) im Norden, Fumay im Nordosten, Revin im Osten, Les Mazures im Südosten, Bourg-Fidèle und Le Châtelet-sur-Sormonne im Süden, Sévigny-la-Forêt im Südwesten sowie Taillette im Westen.

## Geschichte

Karte der Festung Rocroi (1772)

Um der Macht Karls V. widerstehen zu können, ließ der französische König Heinrich II. Rocroi zu einer Festung ausbauen. Wie heute war die Gemeinde auch damals an der Grenze angesiedelt, damals noch an das Heilige Römische Reich Deutscher Nation.

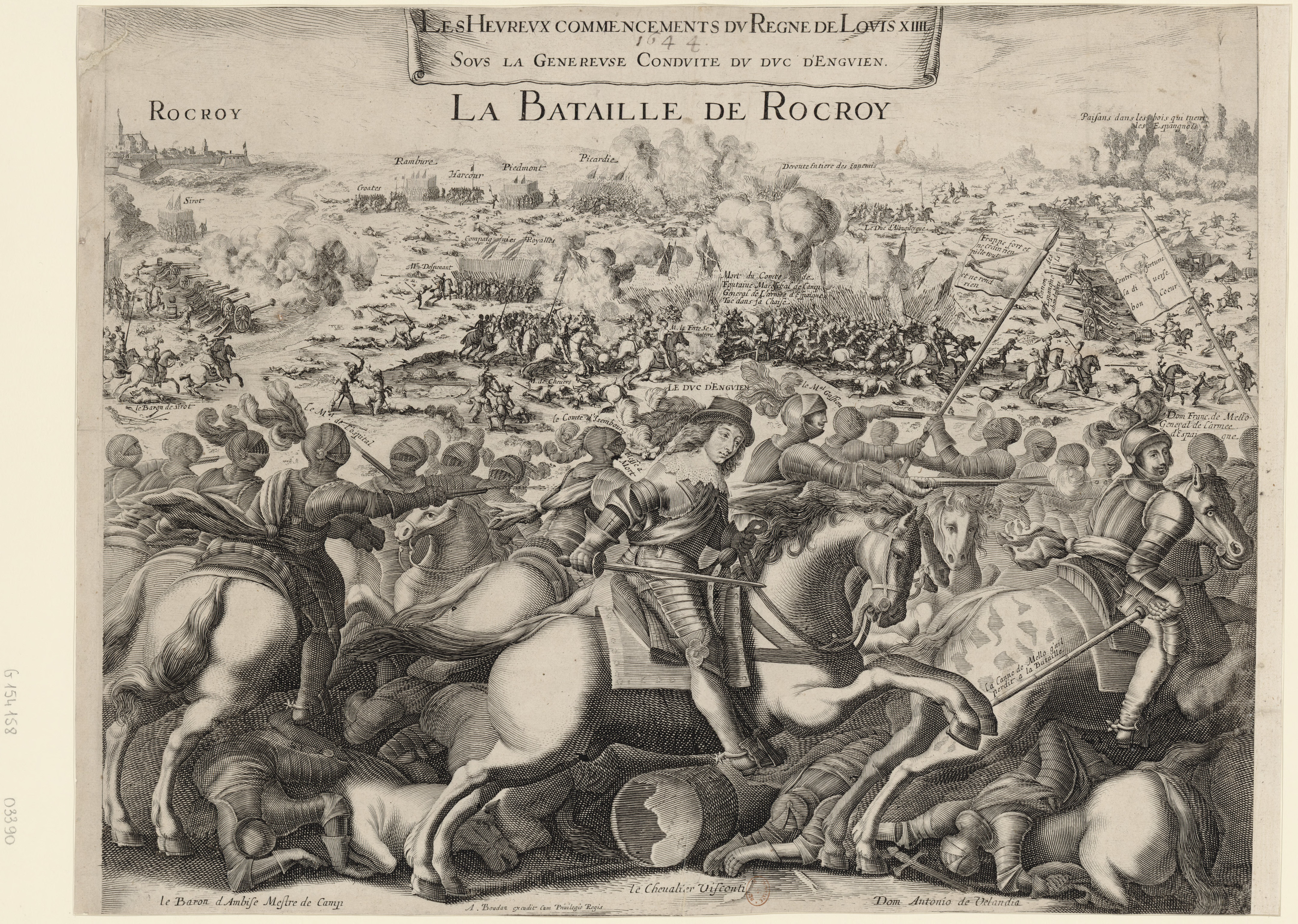
Schlacht bei Rocroi

Die Schlacht bei Rocroi fand im Rahmen eines langjährigen Krieges zwischen den Franzosen und den Spaniern 1643 südlich der Stadt statt. Trotz der Überzahl der spanischen Truppen gelang es dem Herzog von Enghien, der auch als Grand Condé bekannt ist, den Spaniern einen vernichtenden Schlag zu versetzen.
1653 gelang es den Spaniern Rocroi zu besetzen und über einen Zeitraum von sechs Jahren zu halten. In diese Zeit fällt ein weiterer Ausbau der Festungsanlagen.

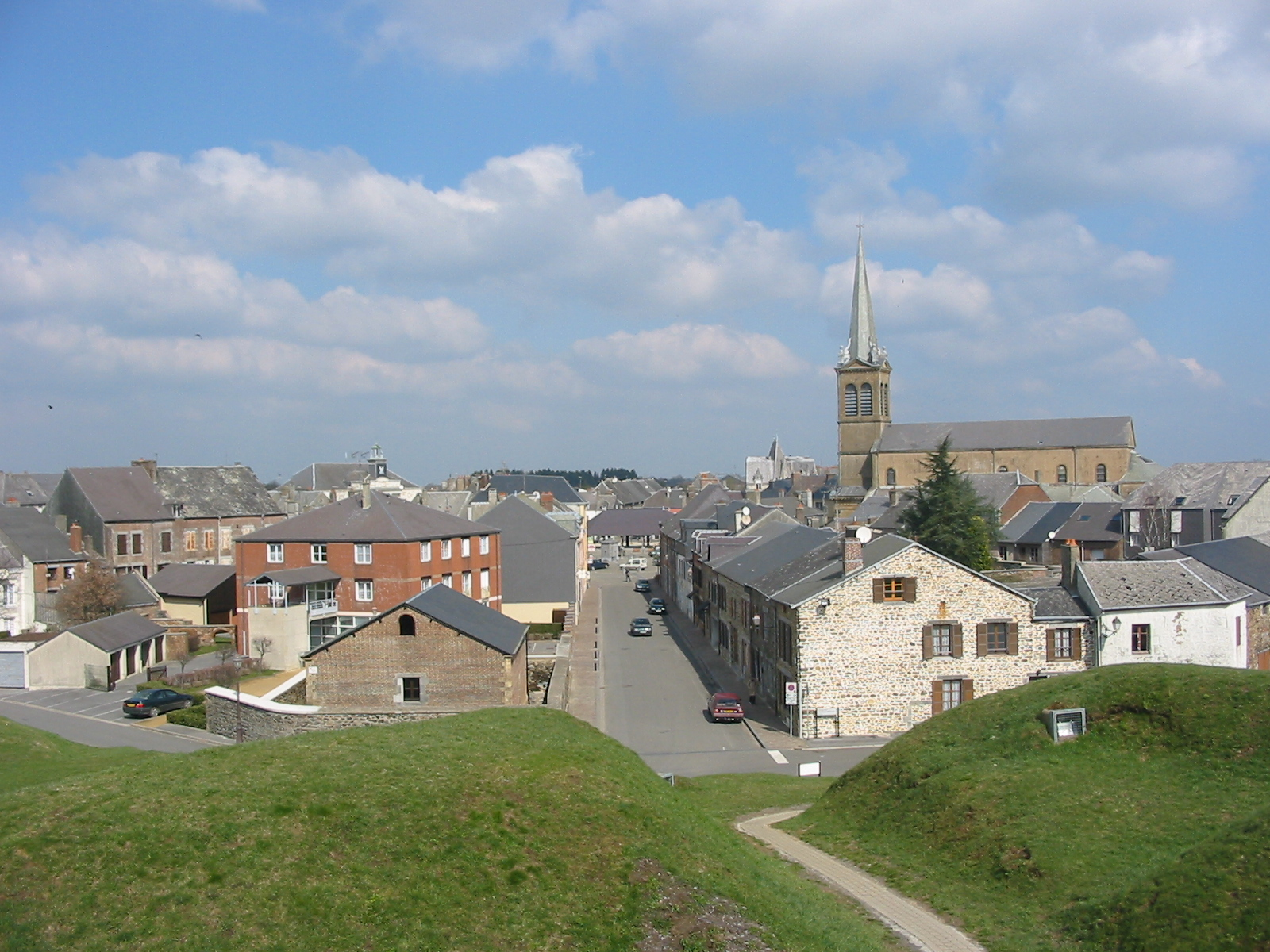
Blick auf die Avenue de Général de Gaulle / Rue de France innerhalb der Festung

Der berühmte Festungsbauer Vauban ließ 1675 die Stadt Rocroi derart ausbauen und schützen, dass sie eine fünfzackige Festungsmauer in Form eines Sternes erhielt, was für die damalige Zeit ein typischer Festungswall war. Vauban schuf zwei Zugänge zu der Stadt: Im Nordosten die Porte de Bourgogne und im Südwesten die Porte de France. Der damalige französische König Ludwig XIV. sah vor, dass die Champagne in Zukunft gegen feindliche Truppen geschützt sei.
Während des Deutsch-Französischen Krieges wurde die Festung am 5. Januar 1871 nach fünfstündigem Kampf durch preußische Truppen unter Generalmajor Schuler von Senden im Handstreich genommen.

## Bevölkerungsentwicklung
| Jahr                       | 1962 | 1968 | 1975 | 1982 | 1990 | 1999 | 2004 | 2009 | 2018 |
| -------------------------- | ---- | ---- | ---- | ---- | ---- | ---- | ---- | ---- | ---- |
| Einwohner                  | 2870 | 2997 | 2911 | 2789 | 2555 | 2420 | 2379 | 2397 | 2307 |
| Quellen: Cassini und INSEE |      |      |      |      |      |      |      |      |      |

## Persönlichkeiten
- Henri Canard (1824–1894), Gouverneur des Senegal
- Arthur Chuquet (1853–1925), Historiker
- Chéri Hérouard (1881–1961), Illustrator
- Anne Pierre Nicolas de Lapisse (1773–1850), Offizier
- Jean René Moreaux (1758–1795), Général de division
- Andrée Viénot (1901–1976), Politikerin und Résistante; nicht in Rocroi geboren, aber von 1953 bis 1970 Bürgermeisterin.
- Auguste Warnier (1810–1875), Politiker